# Limnophila cana
Limnophila cana är en grobladsväxtart som beskrevs av William Griffiths. Limnophila cana ingår i släktet Limnophila och familjen grobladsväxter. Inga underarter finns listade i Catalogue of Life.